# 1962-es labdarúgó-világbajnokság-selejtező (UEFA – 10. csoport)
Az 1962-es labdarúgó-világbajnokság európai 10. selejtezőcsoportjának mérkőzéseit, és a csoport végeredményét tartalmazó lapja. A csoportban körmérkőzéses, oda-visszavágós rendszerben játszottak egymással a labdarúgó-válogatottak. A selejtezőket 1961. június 4. és 1961. június 25. között rendezték. A csoport győztese pótselejtezőt játszott az ázsiai zóna győztesével.
A csoportban Jugoszlávia és Lengyelország szerepelt. 

## Tabella
| Hely. | Csapat        | M | Gy | D | V | G+ | G– | Gk | P | Továbbjutás                     |  | Jugoszlávia | Lengyelország |
| ----- | ------------- | - | -- | - | - | -- | -- | -- | - | ------------------------------- |  | ----------- | ------------- |
| 1.    | Jugoszlávia   | 2 | 1  | 1 | 0 | 3  | 2  | +1 | 3 | Interkontinentális pótselejtező |  | —           | 2–1           |
| 2.    | Lengyelország | 2 | 0  | 1 | 1 | 2  | 3  | −1 | 1 |                                 |  | 1–1         | —             |

## Mérkőzések
| 1961. június 4. |

| Jugoszlávia                           | 2–1         | Lengyelország |
| ------------------------------------- | ----------- | ------------- |
| Kaloperović 42' (11-esből) Kostić 49' | Jegyzőkönyv | Brychczy 65'  |

| Belgrád Nézőszám: 30 000 Játékvezető: Dimoszthénisz Sztathátu (görög) |

| 1961. június 25. |

| Lengyelország | 1–1         | Jugoszlávia |
| ------------- | ----------- | ----------- |
| Szmidt 29'    | Jegyzőkönyv | Galić 2'    |

| Sziléziai Stadion, Chorzów Nézőszám: 100 000 Játékvezető: Václav Korelus (csehszlovák) |